# Fuencisla del Amo de la Iglesia
Fuencisla del Amo de la Iglesia (Madrid, 1950) es una ilustradora española que trabaja para diversos medios.

## Biografía
Finalizados sus estudios en la Facultad de Bellas Artes de Madrid, comienza a trabajar dando clases de dibujo, primero en una academia para alumnos de arquitectura y posteriormente, durante seis años, en un centro de enseñanza.
En 1977 conecta, a través de la traductora Marisa Balseiro, con la editorial Alfaguara e ilustra su primer libro. A partir de 1982 se dedica a la Ilustración colaborando con las siguientes editoriales: Alfaguara (70 portadas en colaboración con Francisco Solé, de la colección “Alfaguara Literaturas” dirigida por Manuel R. Rivero.), Anaya, Noguer, Siruela, Espasa-Calpe, SM,  Vicens-Vives; así como para periódicos y revistas: El País (en la sección Libros), El Mundo (el Gabinete de la Esfera), Diario 16, Marie Claire, Dunia, Revista del Colegio de Economistas, Saber Leer (alrededor de 100 dibujos publicados a lo largo de 17 años), Muy interesante y Revista de Los Servicios Sociales. También realizó los carteles de las siguientes películas: “À  bout de souffle”, “Alphaville”, “La femme qui pleure”, “A Contratiempo” y “Feroz”.
En 2013 publica el álbum “La familia de Hugo”, ilustrado por Francisco Solé, de cuyo texto es autora. Y desde el año 2000 compagina su trabajo como ilustradora con la escritura.
En 2024, el ilustrador y estudioso de la historia de la ilustración Alberto Urdiales realiza el documental: Fuencisla del Amo. Un sexto sentido: ilustrar.

## Producción literaria

### Premios
- 2º Premio Nacional de Ilustración 1981.
- Premio del Concurso de Carteles de La X Semana del Libro Infantil compartido con Francisco Solé. 1986.

### Exposiciones
- Casa del siglo XV de Segovia (1978)
- Exposición colectiva en el Ateneo de Madrid (1986)
- Exposición colectiva “4 Ilustradores”. Centro Cultural Juan Prado. 2004.
- Exposición colectiva “4 Ilustradores”. Centro Cultural Teresa de Calcuta. 2006.

### Libros ilustrados
- Cuentos escritos a máquina. Gianni Rodari. Alfaguara. 1978.
- La nueva ciudad. Javier del Amo. Alfaguara. 1979.
- Feral y las cigüeñas. Fernando Alonso. Noguer. 1980.
- Las manos en el agua. Carlos Murciano. Noguer. 1980.
- La tierra de nadie. Alfonso Martínez Medina. Noguer. 1982.
- El diablo de la botella. Robert L. Stevenson. Espasa-Calpe. 1983.
- Ganesh. Malcolm J. Bosse. Alfaguara. 1983.
- Cuentatrapos. Víctor Carvajal. S.M. 1985.
- Fatik y el juglar de Calcuta. Satyajit Ray. Espasa-Calpe. 1988.
- El largo verano de Eugenia Mestre. Pilar Molina Llorente. Anaya. 1989.
- La escuela encantada. Carol Drinkwater. S.M. 1989.
- El regreso de Eugenia Mestre. Pilar Molina Llorente. Anaya. 1994.
- Poesía. Antonio Machado. Vicens Vives. 1995.
- La estirpe del cóndor blanco. Trini León. Bruño. 1995.
- Las bicicletas son para el verano. F. Fernán-Gómez. Vicens Vives. 1996.
- En el lugar de las alas. David Almond. S.M.  1998.
- Un cesto lleno de palabras. Juan Farias. Anaya. 2000.[3]
- Marianela. Benito Pérez Galdós. Vicens Vives. 2000.
- De los juegos olímpicos. Gilles Massardier. Anaya. 2000.
- La banda de Pepo. Fernando Claudín. Anaya. 2003.
- Andanzas del Cid Campeador. Montserrat del Amo. Bruño. 2006.
- La banda de Pepo juega a los vikingos. Anaya. 2012.

### Libros ilustrados en colaboración con el ilustrador Francisco Solé
- Niños y bestias. Álvaro del Amo. Siruela. 1992.
- Un soñador para un pueblo. Antonio Buero Vallejo. Vicens Vives. 2004.
- Poesía. Jorge Manrique. Vicens Vives. 2005.
- Kim. Rudyard Kipling. Vicens Vives. 2006.
- Frankenstein.  Mary Shelley. Vicens Vives. 2006.
- La Celestina. Fernando de Rojas. Vicens Vives. 2007.
- Comedia de la olla. Plauto. Vicens Vives. 2013.
- El misántropo. Molière. Vicens Vives. 2015.